# Гликокаликс
Гликокаликс (слатки омотач) је заштитни омотач бактеријске и животињске ћелије који се састоји од полисахарида везаних за протеине спољашње површине ћелијске мембране градећи гликопротеине и гликолипиде. Под електронским микроскопом се види као сомотаст, маљав омотач приљубљен уз површину ћелије.
Улоге гликокаликса су да:
- штити ћелијску мембрану од оштећења,
- прима сигнале из околне средине,
- успоставља комуникације између ћелија и др.